# Alimento processado

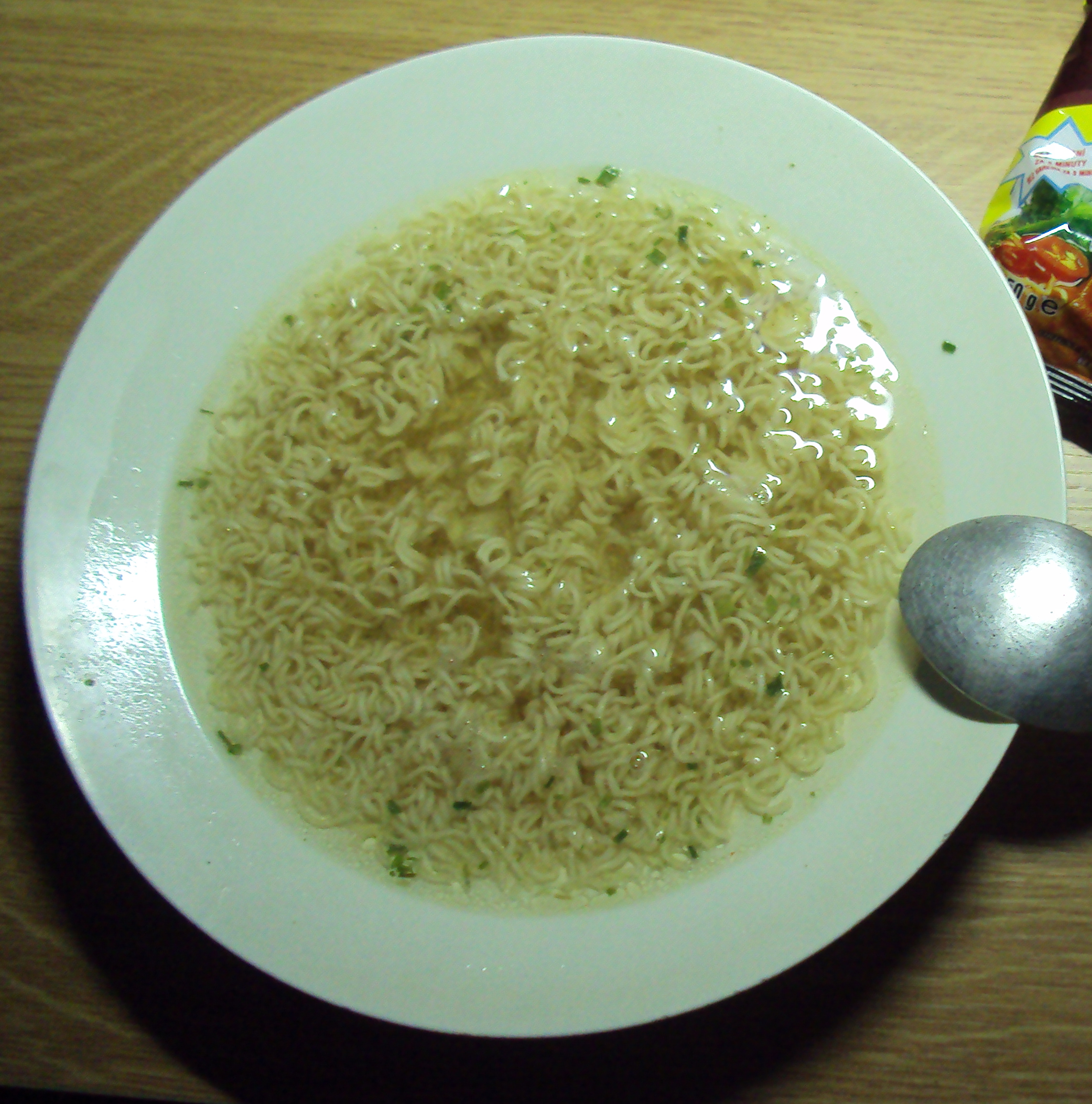
Miojo instantâneo

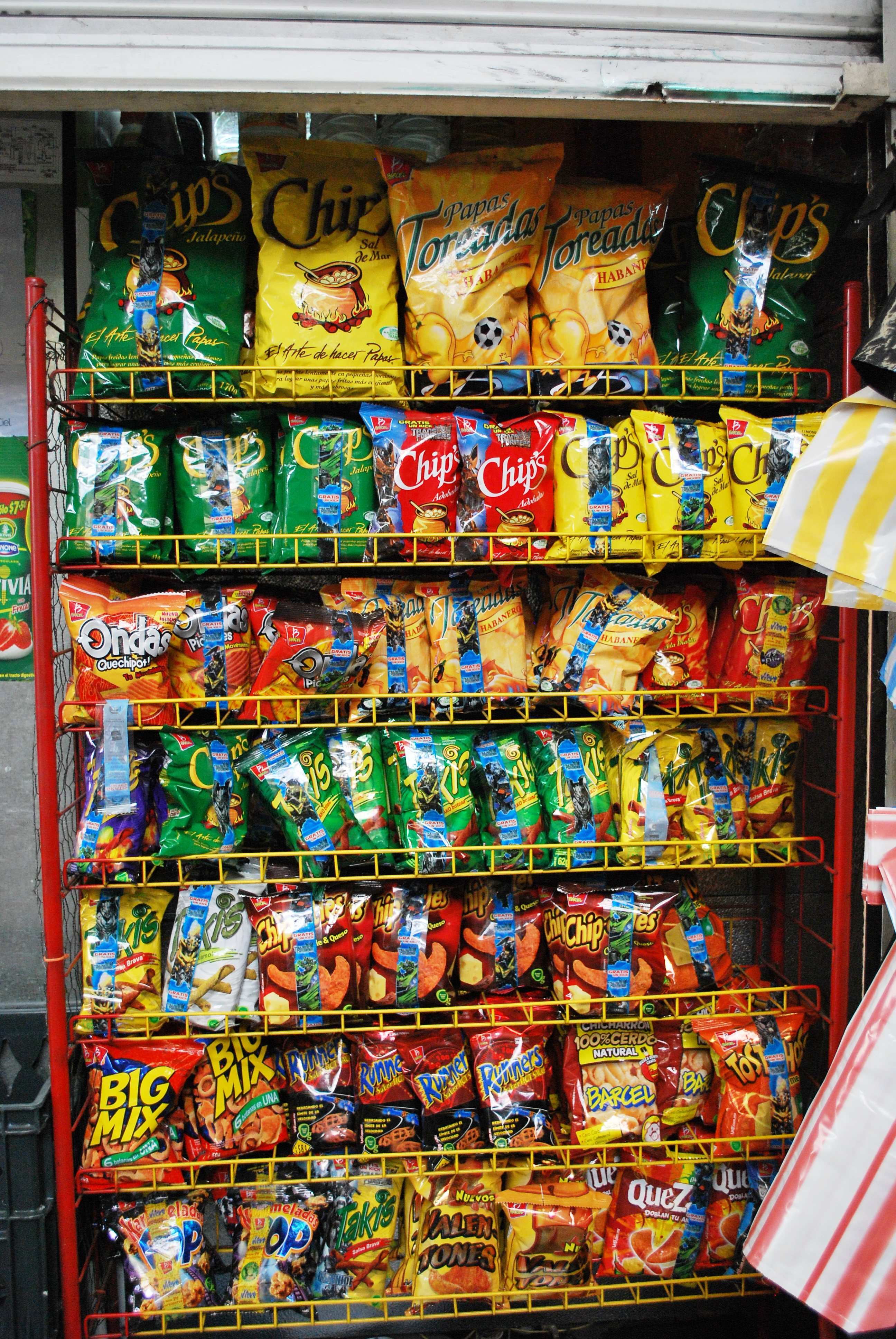
Um rack de conveniência salgadinhos, incluindo salgadinhos

Alimento processado, ou alimento industrializado, é o alimento que é comercialmente preparado, muitas vezes através de processamento, para otimizar a facilidade de consumo e "torná-los mais atraentes para o consumidor."
Normalmente é oferecido pronto para consumo ou requer pouca preparação, muitas vezes se limitando ao seu aquecimento. Costuma ser portátil ou possuir um longo prazo de validade, ou oferecer uma combinação dos dois. Embora refeições de restaurantes atendam a essa definição e ofereçam economia do tempo de consumo, o termo é raramente aplicado a esse tipo de alimento. Alimentos processados incluem produtos secos, alimentos congelados e misturas, tais como a mistura de bolo e salgadinhos, e podem ser vendidos prontos-para-comer, refrigerados ou congelados
Graças à tecnologia de alimentos, pães, queijos e alimentos preparados têm sido vendidos por milhares de anos, e outros tipos continuam a ser desenvolvidos. A disponibilidade de alimentação processada varia de país para país e de região para região. Alguns alimentos processados têm recebido críticas devido a preocupações com o seu conteúdo nutricional, o descarte de suas embalagens e seu papel na obesidade infantil.

## História
Ao longo da história, as pessoas tem consumido alimentos preparados por padarias, açougues, lojas e outros pontos de venda para poupar tempo e esforço. Os Astecas, povo central do México utilizavam vários alimentos de processamento rudimentar que necessitavam apenas de adição de água para a preparação, muito utilizados pelos viajantes. Um tipo de preparado de farinha de milho, conhecido como pinolli, foi usado por viajantes dessa maneira.
Alimentos enlatados foram desenvolvido no século XIX, principalmente para o uso militar, e tornaram-se populares durante Primeira Guerra Mundial. A expansão da fabricação de comida enlatada dependia significativamente do desenvolvimento de uma máquina para a produção de grandes quantidades de latas de forma barata. Antes da década de 1850, a confecção de uma lata requeria as habilidades manuais de um latoeiro; passando mais tarde para a operação de uma máquina mecânica que poderia produzir 15 vezes a quantidade de latas por dia.
Um dos primeiros setores alimentares a processarem comida em escala industrial foi o setor frigorífico. Após a invenção de um sistema de carros frigoríficos em 1878, a carne podia ser engordada, abatida, e preparada a centenas (e mais tarde, milhares) de milhas ou quilômetros de distância do consumidor.
A experiência adquirida na Segunda Guerra Mundial contribuiu para o desenvolvimento de alimentos congelados e da indústria de alimentos congelados. O conforto moderno de alimentos viu o seu início nos Estados Unidos durante o período que se iniciou após a segunda Guerra Mundial. Muitos desses produtos tiveram suas origens nos alimentos concebidos pelas forças armadas para armazenamento em tempo longo e facilidade de preparação no campo de batalha. Após a guerra, várias empresas tinham excedentes de alimentos, e algumas dessas empresas aproveitaram alimentos prontos e enlatados para uso doméstico. Como muitos lançamentos de produtos, nem todos foram bem sucedidos. Com o uso da tecnologia, o trabalho na cozinha que tradicionalmente realizado pelas mulheres foi aliviado, e a rapidez na preparação dos alimentos permitiu às mulheres o exercício de um maior controle sobre o seu tempo.
A partir de 2010, devido ao aumento da preferência por alimentos in natura, integrais, e por alimentos orgânicos, bem como preocupações com a saúde a aceitabilidade dos alimentos processados levaram a uma queda na reputação dos alimentos processados nos Estados Unidos. As empresas responderam oferecendo fórmulas "mais saudáveis" e aquisição de marcas com melhor reputação.

## Tipos
Alimentos processados podem incluir produtos como doces; bebidas, tais como refrigerantes, sucos e leite; nozes, frutas e legumes frescos ou frutas secas; carnes processadas e queijos; e produtos enlatados como sopas e massas. Outros exemplos incluem pizza congelada, batatas fritas, pretzels, e bolachas.
Estes produtos geralmente são vendidos em porções controladas, em embalagens projetadas para transporte.

### Misturas embaladas

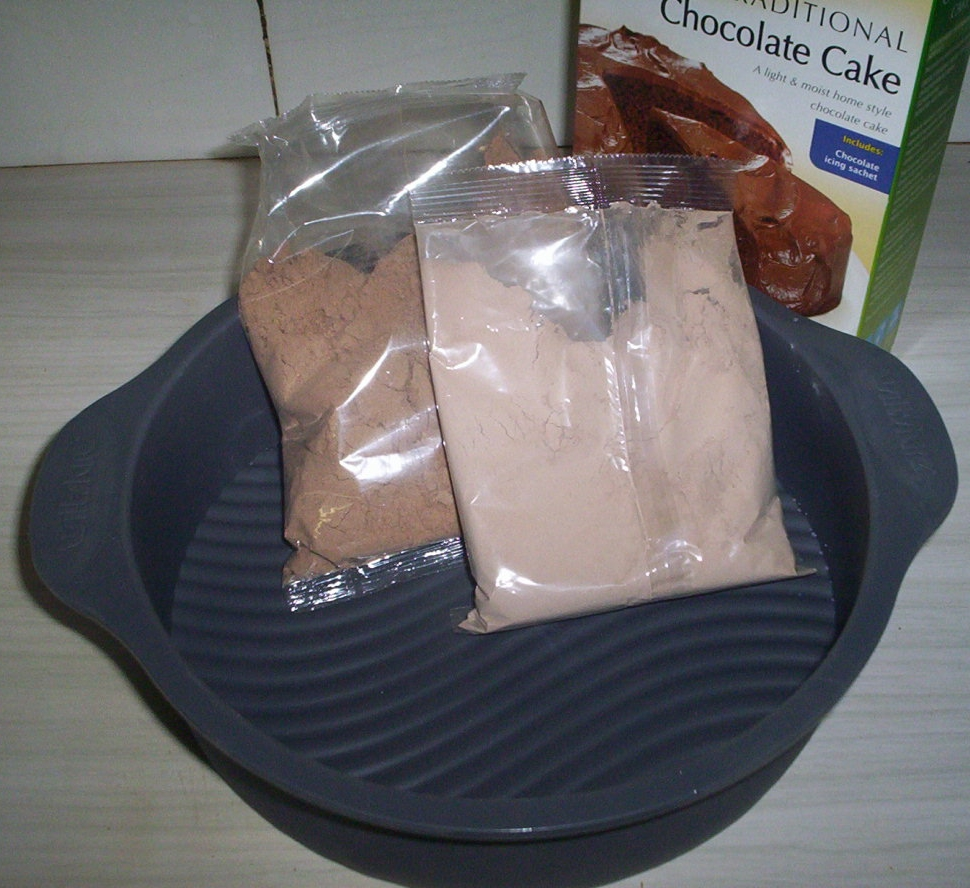
Uma mistura de bolo

Moinhos rudimentares têm produzido farinha para assar por milhares de anos. Em tempos mais recentes, a farinha tem sido vendida com outros ingredientes misturados, assim como outros produtos prontos para cozinhar. Foram então desenvolvidas misturas de alimentos processadas, que normalmente exigem algum preparo e cozimento no forno ou no fogão.
Misturas processadas embaladas normalmente usam leveduras químicas (comumente conhecidas como fermento em pó), para uma preparação rápida sem a necessidade de descanso da massa.
Exemplos incluem misturas para bolos, macarrão e queijo, mistura para brownie, e molhos industrializados. Algumas misturas embaladas podem conter um alto teor de gordura saturada e de sódio.

### Por país

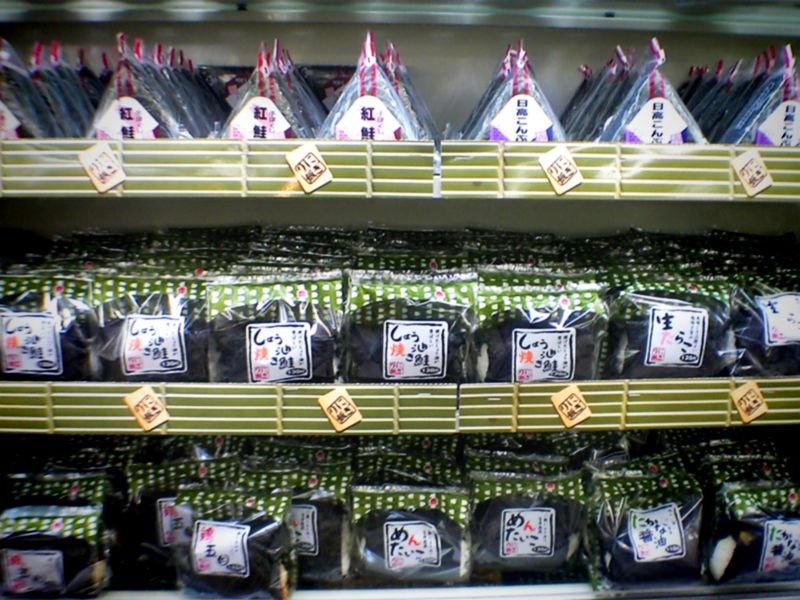
Onigiri em uma loja de conveniência em Kamakura, Japão

Em 2007, observou-se no livro australiano da Australia's food & nutrition 2012 que houve um claro aumento no consumo de alimentos processados na Austrália.
No Japão, o onigiri (bolinho de arroz) é um alimento processado popular, que data de milênios — sendo mencionado na literatura do período Heian. Outros alimentos processados japoneses incluem tofu (queijo de soja), preparados de frutos do mar e lámen instantâneo.
Conservas de atum embaladas em óleo é um alimento processado comum nas Ilhas Salomão.
Na Rússia, pelmeni congelado, um tipo de bolinho de carne adotado a partir dos povos de Ugro-Ugric como os Komi, Mansi e Udmurts, são conhecidos desde pelo menos o século XVIII.

### Por região
Na África Ocidental, farinha de mandioca processada é um alimento popular.

## Varejo
Em alguns casos, as vendas do varejo de alimentos processados podem fornecer margens de lucro maiores para os varejistas comparados com os lucros atingidos a partir de vendas de ingredientes individuais que estão presentes nos alimentos processados.
Um estudo realizado em 1984 atribuiu mais de um terço dos recursos gastos pelos consumidores de alimentos na Grã-Bretanha à compra de alimentos processados.

## Problemas ambientais e de saúde

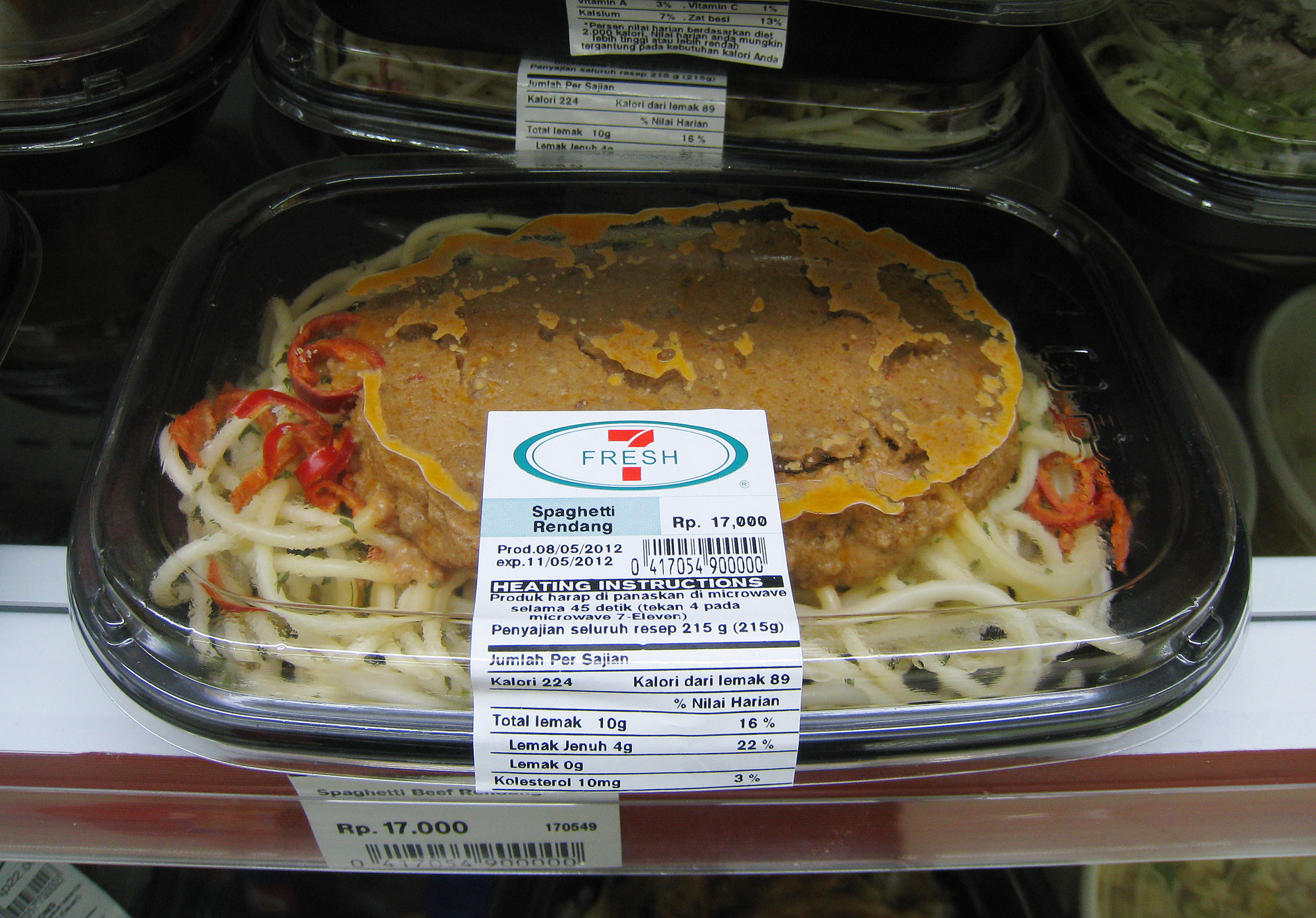
Jantar congelado, para ser aquecido em forno de microondas

Vários grupos citaram danos ambientais causados pelas embalagens, devido ao aumento da utilização de embalagens plásticas que contribui para resíduos sólidos em aterros sanitários. Devido a preocupações sobre a obesidade e outros problemas de saúde, algumas organizações de saúde têm criticado o alto teor de gordura, açúcar, sal, conservantes e aditivos alimentares que estão presentes em alguns alimentos processados.

Na maioria dos países desenvolvidos, 80% do sal consumido advém da indústria alimentar processada (os outros 5% vêm de sal natural e os 15% da adição de sal durante o cozimento ou no consumo). Uma única porção de muitos alimentos processados contém uma parcela significativa de sódio da dose diária recomendada. Os fabricantes tem o receio de que se o sabor do seu produto não é otimizado com sal eles não serão vendidos. Testes têm mostrado que alguns alimentos processados dependem de quantidades significativas de sal para a sua palatabilidade.

## Rotulagem e regulação

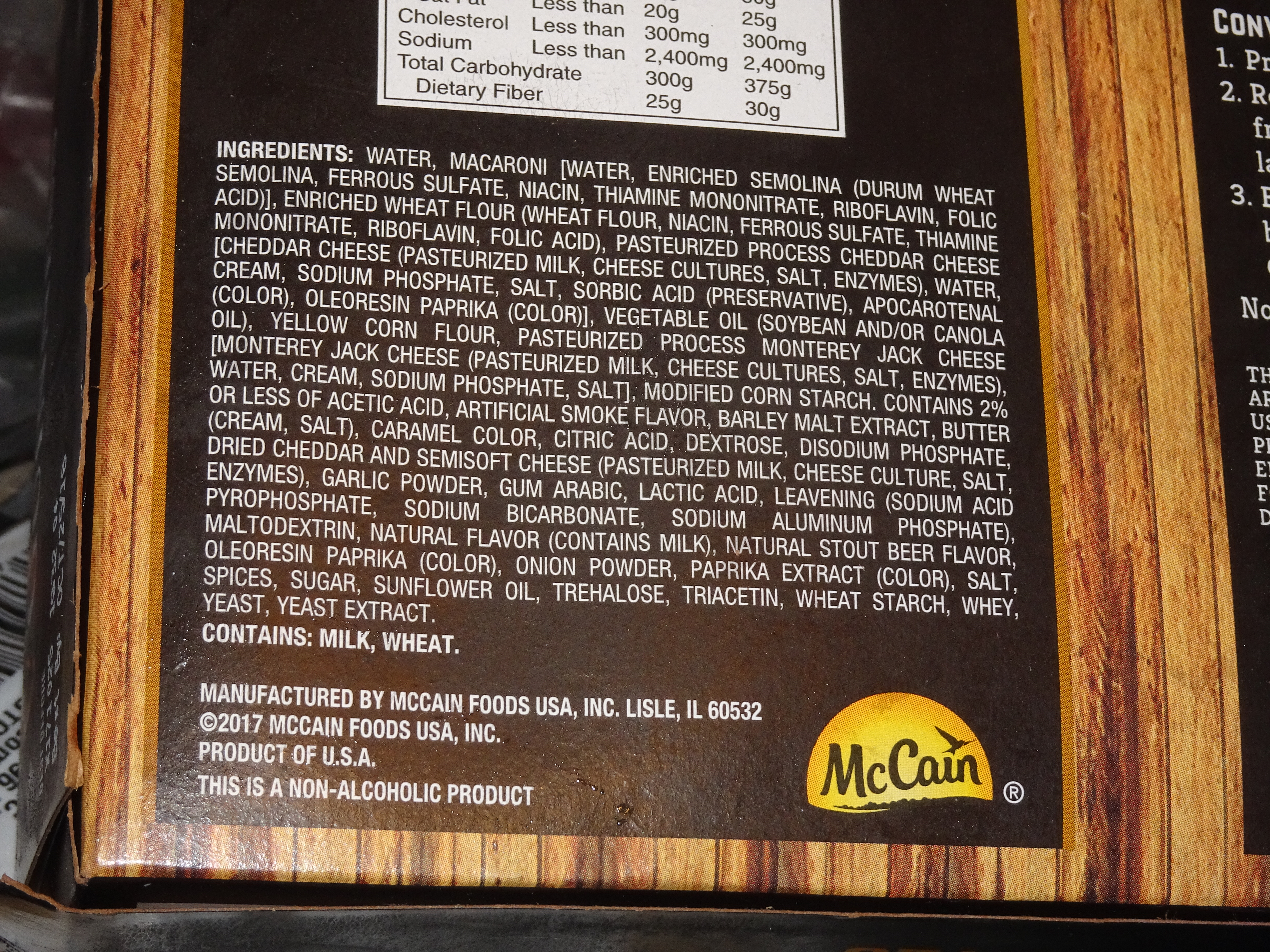
Muitos conservantes e sais são usados neste alimento altamente processado

Em resposta a questões relacionadas com a salubridade de alimentos processados, uma iniciativa dos Estados Unidos, liderada por Michelle Obama e pela sua campanha Let's Move!, foi revelado pela Casa Branca, em fevereiro de 2010. Mrs. Obama tem levado a indústria a cortar açúcares e sais encontrados em muitos alimentos processados, incentivando a auto-regulação sobre a intervenção do governo através de leis e regulamentos. Apesar de Mrs. Obama afirmar sua preferência na auto-regulação, a  Food and Drug Administrations anunciou que ele estava considerando quantificar as diretrizes em lei, enquanto que outros grupos e municípios estão à procura de outras medidas preventivas, tais como altos impostos e taxas para estes produtos.
Em resposta, em abril de 2010, uma coalizão de dezesseis fabricantes concordaram em reduzir os níveis de sal em alimentos vendidos nos Estados Unidos em um programa baseado em um esforço semelhante no Reino Unido. No entanto, a iniciativa tem encontrado resistência por parte de alguns fabricantes, que afirmam que os alimentos processados precisam dos altos níveis atuais de sal para permanecer apetitoso e para mascarar possíveis efeitos indesejáveis do processamento de alimentos, tais como "sabor de comida requentada". A coligação expandiu sua missão em maio de 2010 ao anunciar que pretende reduzir a quantidade de calorias dos alimentos. Por meio da introdução de alimentos com baixa caloria, novas fórmulas e redução do tamanho das porções, a coligação afirmou que a expectativa é reduzir o conteúdo calórico de alimentos em mais de 1,5 trilhões de calorias totais, em 2012.

## Leitura complementar
- Lawrence, Geoffrey; Lyons, Kristen; Wallington, Tabatha (2012). Segurança alimentar, Nutrição e Sustentabilidade. Routledge. O capítulo 8, páginas (não listado). ISBN 1136545654
- Obenauf, Carl F. (2004). A Construção de uma Indústria: A História da Conveniência Indústria de Alimentos. C. F. Obenauf.